# Lieja-Bastoña-Lieja 1995
La Lieja-Bastoña-Lieja 1995 fue la 81.ª edición de la clásica ciclista. La carrera se disputó el 16 de abril de 1995, sobre un recorrido de 261,5 km, y era la cuarta prueba de la Copa del Mundo de Ciclismo de 1995. El suizo  Mauro Gianetti (Polti-Granarolo-Santini) fue el ganador con quince segundos de ventaja por delante de un cuarteto perseguidor. Los italianos Gianni Bugno (MG Maglificio-Technogym) y Michele Bartoli (Mercatone Uno-Saeco-Magniflex) llegaron segundo y tercero respectivamente. 

## Clasificación final
| Posición | Ciclista             | Equipo        | Tiempo   |
| -------- | -------------------- | ------------- | -------- |
| 1        | Mauro Gianetti       | Polti         | 6h38'25" |
| 2        | Gianni Bugno         | MG Maglificio | a 15"    |
| 3        | Michele Bartoli      | Mercatone Uno | s.t.     |
| 4        | Laurent Jalabert     | ONCE          | s.t.     |
| 5        | Francesco Casagrande | Mercatone Uno | a 1'24"  |
| 6        | Lance Armstrong      | Motorola      | a 3'04"  |
| 7        | Claudio Chiappucci   | Carrera       | a 4'45"  |
| 8        | Rolf Sørensen        | MG Maglificio | s.t.     |
| 9        | Heinz Imboden        | Refin         | s.t.     |
| 10       | Maarten den Bakker   | TVM           | a 10'10" |